# 左拔镇
左拔镇，是中华人民共和国江西省赣州市大余县下辖的一个乡镇级行政单位，位于江西省赣州市大余县西北部，东北连樟斗镇，东南邻青龙镇，西南界黄龙镇，西北与崇义县接壤。圩期农历三、六、九。建国前有夜市习惯。属山区，山峦起伏，气温较低，年均温度约17.2度。中部有较宽平的河谷地。有左拔河、大江河。左拔河入跃进水库，大江河入龙涧里水厍。镇政府驻左拔村，距大余县城26.5公里。

## 行政区划
左拔镇下辖以下地区：
左拔村、云山村、大江村和漂塘村。